# Дьо
Дьо (Джо) в дахомейската митология е божество на въздуха, ефира и дишането. То е шестото божество, породено от върховното божество Маву Лиза. Представяно е като същество със стихийна природа — самото то е въздух, атмосфера. При подялбата на управлението на частите на света, Маву Лиза поставя Дьо между небето и земята, отреждайки му властта над това пространство и въздуха. Дьо „облича“ боговете и благодарение на това те са невидими за човеците. Когато Маву Лиза дава на всяко божество различен език, на който да говори, Дьо получава езика на хората; според митовете именно Дьо вдъхва живот на хората.
| Портал | Портал „Африка“ съдържа още много статии, свързани с Африка. Можете да се включите към Уикипроект „Африка“. |